# جوزيه دوترا
جوزيه دوترا دوس سانتوس (بالبرتغالية: José Dutra dos Santos) هو مدرب كرة قدم ولاعب كرة قدم برازيلي في مركز الدفاع، ولد في 26 يناير 1948 في ريو دي جانيرو في البرازيل. لعب مع نادي فاسكو دا غاما ونادي فيتوريا.

## وصلات خارجية
- خوسيه دوترا دوس سانتوس على موقع قاعدة بيانات كرة القدم.إي يو (الإنجليزية)
- خوسيه دوترا دوس سانتوس على موقع أوليمبيديا (الإنجليزية)